# Maikel Osorbo
Maykel Castillo Pérez (La Habana, 20 de agosto de 1983) conocido artísticamente como Maykel Osorbo, es un rapero, activista y preso político cubano. Es reconocido por su participación en la canción Patria y Vida, ganadora de dos Premios Grammy Latinos en 2021, y por su activismo en defensa de los derechos humanos en Cuba.

## Biografía
Maykel Osorbo creció en condiciones de pobreza en La Habana. Quedó huérfano desde temprana edad y pasó parte de su juventud en un centro de reeducación de menores. Comenzó a hacer rap durante la adolescencia, usando la música como forma de expresión y denuncia social.
En 2018 organizó un concierto para protestar contra el Decreto 349, una normativa gubernamental que regula la expresión artística en Cuba. Tras este acto fue detenido y pasó alrededor de un año y medio en prisión. Al salir, se integró activamente al Movimiento San Isidro, un grupo de artistas y activistas que luchan por la libertad de expresión y otros derechos fundamentales en Cuba.
En noviembre de 2020, Osorbo participó en una huelga de hambre con otros miembros del MSI, que culminó con una protesta sin precedentes frente al Ministerio de Cultura en La Habana. En abril de 2021, durante un intento de arresto, fue defendido por vecinos del barrio de San Isidro, dando lugar a otra manifestación espontánea.

## Patria y Vida
En 2021, Osorbo fue coautor e intérprete de la canción Patria y Vida, junto a otros artistas como Yotuel Romero y Descemer Bueno. La canción se convirtió en un himno de protesta contra el gobierno cubano y fue galardonada con dos Premios Grammy Latinos en las categorías de Mejor Canción Urbana y Canción del Año.
Medios oficiales del gobierno cubano han calificado la canción como "traidora, cobarde, repugnante y llena de odio" y lo han señalado como un "rata que piensa que el pueblo cubano carece de dignidad".
La canción es considerada un himno simbólico de las protestas en Cuba de 2021.

## Detención y prisión
El 18 de mayo de 2021, Maykel Osorbo fue arrestado por agentes de la Seguridad del Estado. Durante diez días, las autoridades no informaron sobre su paradero. En enero de 2022, el Grupo de Trabajo de la ONU sobre la Detención Arbitraria concluyó que su detención fue arbitraria y exigió su liberación inmediata. En junio de ese mismo año, el Tribunal Popular Municipal de La Habana Centro lo condenó a nueve años de prisión tras un juicio que, según múltiples denuncias, careció de garantías procesales.
Actualmente se encuentra recluido en la prisión "5 y Medio", en Pinar del Río, con acceso limitado a atención médica a pesar de su delicado estado de salud. Desde abril de 2023, Amnistía Internacional ha documentado amenazas y hostigamiento por parte de otros reclusos. El 12 de julio de 2023, Osorbo se cosió la boca y se tatuó "Patria y Vida" como forma de protesta. Fue castigado con la prohibición de recibir visitas familiares.
En junio de 2024, se reportó que fue agredido brutalmente en prisión, al punto de casi perder una oreja, lo que generó llamados públicos por una "prueba de vida". Eso, luego de constantes denuncias de maltratos y torturas desde su llegada a prisión.
En abril de 2025, el gobierno cubano le prohibió asistir al funeral de su abuela, quien fue la figura materna en su vida.